# Hada
Pour l’article homonyme, voir Khata pour l'écharpe de bienvenue.
Pour les articles homonymes, voir Hadda.
Pour le personnage légendaire, voir Hada (folklore).

Mongolie méridionale

Hada est un militant politique de Mongolie-Intérieure. Incarcéré pendant 15 ans à la prison de Chifeng, il aurait été libéré le 10 décembre 2010,. Le 10 janvier, Amnesty International demande la libération de Hada, de sa femme et de son fils, craignant qu'ils ne fassent l'objet d'une disparition forcée

## Biographie
Hada est né dans une famille mongole le 29 novembre 1976. , il est devenu un membre actif du mouvement étudiant grandissant de Mongolie-Intérieure, qui visait à préserver l'identité ethnique mongole contrôlée par les Chinois en Mongolie intérieure. En 1983, après avoir obtenu son diplôme universitaire, Hada a publié de nombreux articles  en langue mongole sur la théorie politique. Devenu étudiant-chercheur au département de théorie politique de l'Université normale de Mongolie intérieure (à Tongliao) en 1986, après l'obtention de sa maîtrise, il se consacre depuis avec son épouse, Xinna, à la promotion de la culture mongole autochtone et à l'ouverture d'une librairie mongole à Hohhot, capitale de la Mongolie intérieure.
Dans les années 1980, Xi Haiming (en mongol : Temtselt Shobshuud), Huchuntegus (en chinois : Hu Qing Te Gu Si), Wang Manglai (chinois : Wang Mang Lai) et Hada, tous trois étudiants à Hohhot, ont formé le projet de fonder le Parti du peuple de Mongolie intérieure, un parti politique pour les Mongols de Mongolie-Intérieure.
En mai 1992, Hada et d'autres militants mongols, dont Tegexi, ont créé le Comité de Sauvegarde de la Culture Mongole (rebaptisé ultérieurement l'Alliance démocratique de Mongolie méridionale), dont Hada a été élu président. En 1994, le groupe a commencé la publication d'un périodique intitulé La Voix de la Mongolie du Sud, et a rédigé en 1995 une nouvelle constitution qui décrit la mission principale de l'Alliance: « s'opposer à la colonisation par les Hans et lutter pour l'autodétermination, la liberté et la démocratie en Mongolie du sud. "
Le 10 décembre 1995, le domicile de Hada a été saccagé par la police du Bureau de la sécurité publique de la Mongolie intérieure, qui a confisqué de nombreux documents relatifs à l'Alliance ainsi que les noms et les adresses de plus de 100 chercheurs internationaux avec lesquels Hada était en contact. Le lendemain, les autorités ont arrêté et interrogé Hada sur les activités de l'Alliance. La "Voix de la Mongolie du Sud" a été interdite en 1995 et les autorités chinoises continuent à ce jour d’en interdire la parution.
Cependant, de source officielle chinoise, Hada n’aurait été arrêté que le 9 mars 1996.
Le 19 août 1996, le parquet populaire de Hohhot a inculpé formellement Hada d'« espionnage », de « séparatisme », de « vol et de transmission de secrets à l'ennemi » et d'« organisation contre-révolutionnaire ». Le 11 novembre de la même année, à la suite d'une audience à huis clos, le Tribunal intermédiaire populaire de Hohhot l'a condamné à 12 ans de prison pour séparatisme et à 10 années supplémentaires pour espionnage, soit un total de 15 ans de prison plus 4 ans de privation de droits civiques. L’appel de Hada devant la Cour populaire suprême de Mongolie intérieure a été rejeté. Tegexi, lui, a été condamné à 10 ans de prison et à trois ans de privation de ses droits civiques pour « séparatisme », mais il a été relâché plus tôt, en décembre 2002, pour « bonne conduite » (une traduction intégrale en anglais du verdict de la Cour est disponible).
À la suite de l'arrestation de Hada, plus d'une dizaine d'autres éminents intellectuels mongols ont été détenus. Le 16 décembre 1996, Xinna, son épouse, a placardé une note sur la porte de leur librairie informant la population de la détention de Hada et de la répression à l'égard de ses collègues militants. Une manifestation étudiante fut vite réprimée par les autorités qui arrêtérent 12 étudiants. Xinna elle-même a également été placée en garde à vue et a fait l'objet d'une enquête pour avoir "incité des étudiants à causer des troubles ».
Libérée sous caution le 12 janvier 1996, elle a été à nouveau arrêtée le 28 janvier après avoir accordé une interview à un journaliste étranger. Même si elle n'a jamais été formellement inculpée, Xinna n'a été libérée que près de quatre mois plus tard, le 12 avril. Le Bureau de la Sécurité publique a fermé la librairie à Hohhot, laissant la famille sans aucune source de revenus.
En juin 1998, Xinna a envoyé une lettre ouverte au président américain Bill Clinton, alors  en visite en Chine. Elle y indiquait que les problèmes de santé de Hada "(n'étaient) pas pris au sérieux par les autorités pénitentiaires" et qu'elle avait demandé aux autorités le transfert de son mari dans une prison de Hohhot, où sa famille aurait pu s'occuper de lui plus facilement, et de lui permettre de se rendre à l'hôpital pour un traitement médical. Les autorités chinoises n'ont jamais accédé à ces demandes.
En 2002, Ulies (ou  Uiles), le fils de Hada, a été accusé de "complicité de vol" et condamné à deux ans de prison. Il est actuellement détenu dans la prison pour mineurs numéro 1 de la Région autonome de Mongolie-Intérieure,.
En 2004, l'association Human Rights in China a dévoilé les tortures subies par Hada.
En août 2007, Uiles a pu se rendre à la prison de Chifeng et a décrit les terribles conditions de détention et l'aggravation de la santé de son père en prison.

## Mobilisation pour sa libération
Fin 2010, Govruud Huuchinhuu, militante des droits de l’homme, cyberdissidente et membre de l’Alliance démocratique de Mongolie méridionale, a appelé les dissidents mongols à célébrer la libération de Hada, ce qui lui a valu d’être assignée à résidence en novembre 2010. Elle est portée disparue depuis le 27 janvier 2011